# Simone Faïf
Simone Faïf est une artiste peintre néoconstructiviste française née Simone Sztarkman à Paris le 8 février 1942, morte dans la même ville le 23 décembre 2023.

## Biographie
Simone naît du mariage en 1937 à Paris de Chaskiel Sztarkman (1903-1942), immigré polonais natif de Modliborzyce, tailleur de son métier ayant servi un temps dans la Légion étrangère, et de Fanny Obarjansky (1919-1985). Juif et communiste, Chaskiel est convoqué en juin 1941 au gymnase Japy, dans le 11e arrondissement de Paris, succesivement interné au camp de Pithiviers et au camp de Beaune-la-Rolande avant d'être déporté par le convoi 51 à Auschwitz où il meurt le 25 septembre 1942. Dès le début des rafles, la petite Simone, qui de la sorte n'a pas connu son père, est cachée avec les siens au 13, rue du Faubourg-Saint-Martin chez Michel-Marcel et Francisca Tendero, de courageux amis qui en 2009 seront pour cela nommés Justes parmi les nations,. Plus tard, Simone Faïf fera don du châle de prière de son père au Musée d'Art et d'Histoire du judaïsme.
Diplômée de l'École Duperré dont elle est élève de 1959 à 1963, puis de l'École Boulle qu'elle fréquente en 1963-1964, c'est dans le cadre de son activité initiale d'architecte d'intérieur plasticienne qu'elle se rend une première fois à Moscou où sa rencontre de Garry Faïf, sculpteur formé à l'Institut d'architecture de Moscou et fondateur avec Viaceslav Koleitchouk et Guernaldi Rikounoff du groupe cinétiste-constructiviste MIR, l'incite à revenir en décembre 1969. Les deux artistes se marient le 31 janvier 1970 à Tiraspol (Moldavie, alors U.R.S.S.), y vivant jusqu'en mai 1973 où ils arrivent en France pour s'installer dans un premier temps à Noisy-le-Sec (plus tard ils vivront au 42, rue du Château-d'Eau dans le 10e arrondissement de Paris), elle se consacrant dès lors exclusivement à la peinture.
Simone Faïf est la mère d'Anne Garance Faïf Kohler (née en 1973) et d'Émilie Faïf (née en 1976), scénographe plasticienne.

## Expositions

### Expositions personnelles
- Galerie Grambilher, Paris, 1986, 1990[7].

### Expositions collectives
- Femmes peintres et sculpteurs, Paris, 1979, 1981, 1988[7].
- Salon de la Jeune Peinture, Paris, 1979, 1980, 1982[7]
- Figuration critique, Paris, à partir de 1979[7].
- Salon de mai, Paris, 1981, 1989, 1990[7].
- Figuración crítica 2, Fundación Santillana, Santillana del Mar, 1993[5].

## Réception critique
- « Elle pratique une figuration ludique et enjouée, disposant des silhouettes, des éléments symboliques et des fragments de textes sur des trames abstraites. Elle qualifie elle-même son inspiration comme "iconographique et constructiviste". » - Dictionnaire Bénézit[7]

### Radiophonie
- Anaïs Kien, « Simone Faïf - Les deux côtés du mur », documentaire réalisé par Françoise Camar, La fabrique de l'histoire, France Culture, 13 juin 2017 (écouter en ligne - Source : Radio France ; durée : 48'00".